# اردک‌های دریانشین
اردک‌های دریانشین (نام علمی: Aythya) نام یک سرده از زیرخانواده مرغابیان روآبچر است.

## فهرست گونه‌ها
- اردک بوم‌پشت A. valisineria, Least Concern
- اردک سرحنایی A. ferina, Least Concern
- اردک سرسرخ A. Americana, Least Concern
- اردک طوقی A. collaris, Least Concern
- اردک سرسخت A. australis, Least Concern
- اردک ساکت بائر A. baeri, Critically Endangered
- اردک بلوطی A. nyroca, Near Threatened
- اردک سرحنایی ماداگاسکاری A. innotata, Critically Endangered
- اردک سرسیاه نیوزیلندی A. novaeseelandiae, Least Concern
- اردک سیاه‌کاکل A. fuligula, Least Concern
- اردک سرسیاه A. marila, Least Concern
- اردک سرسیاه کوچک A. affinis, Least Concern

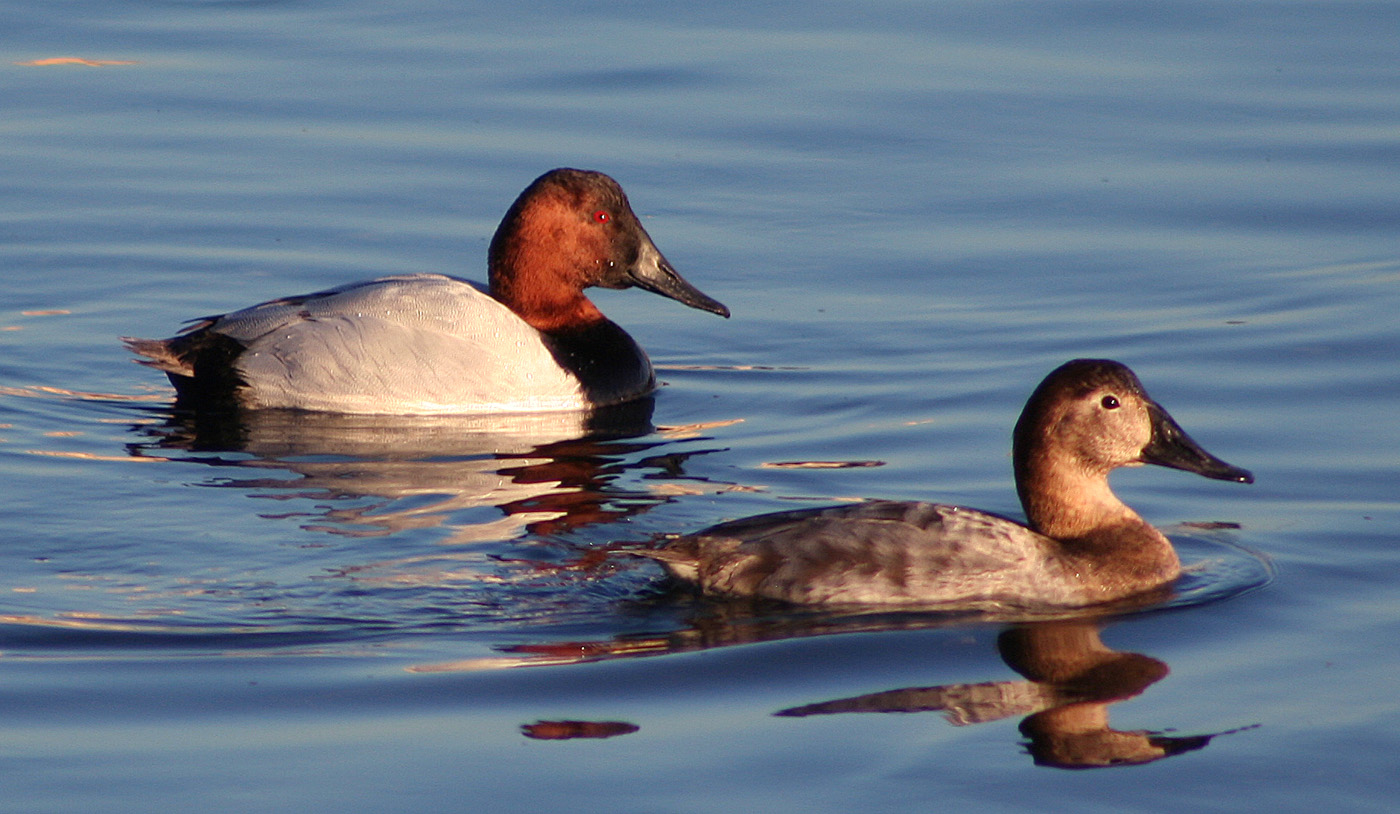
اردک بوم‌پشت Aythya valisineria
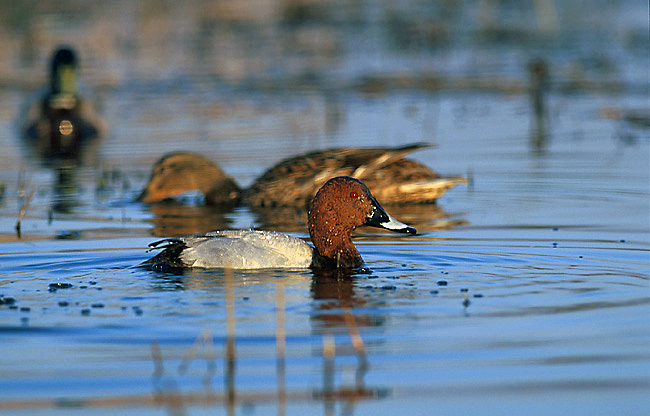
اردک سرحنایی Aythya ferina
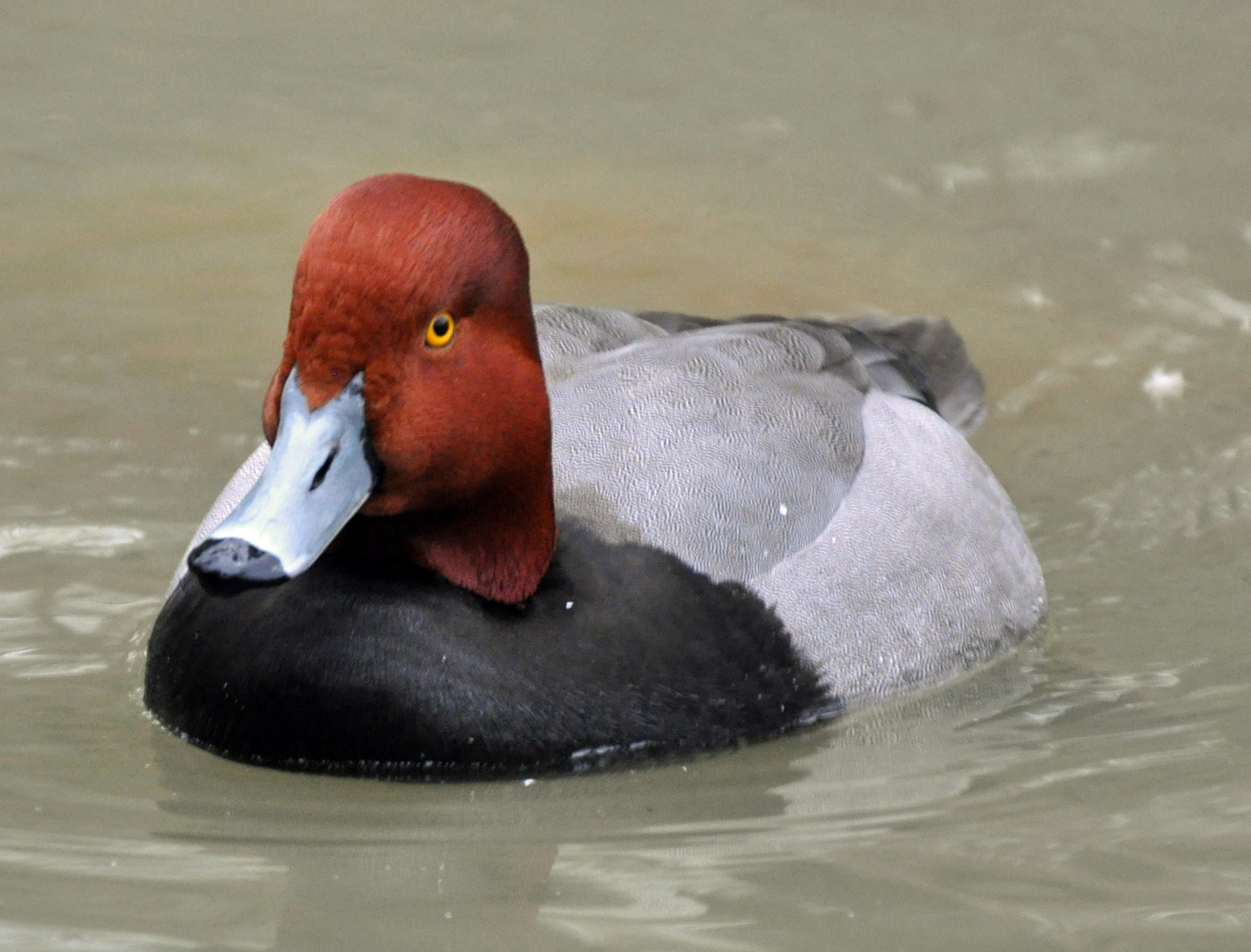
اردک سرسرخ Aythya americana
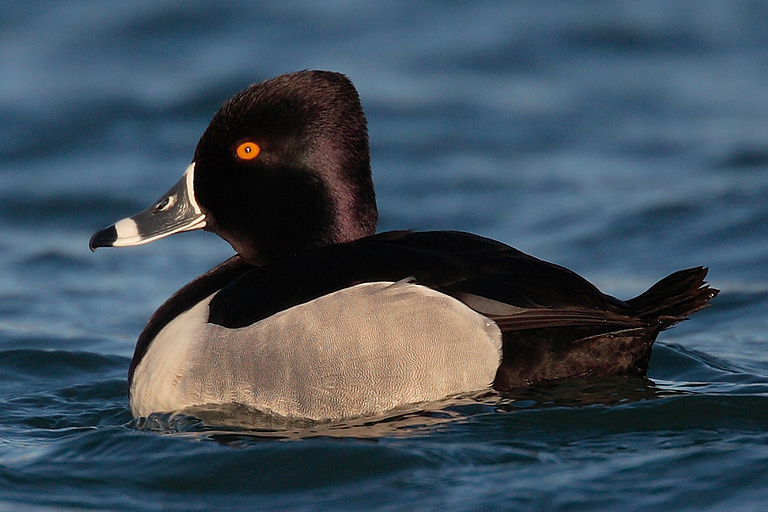
اردک طوقی Aythya collaris
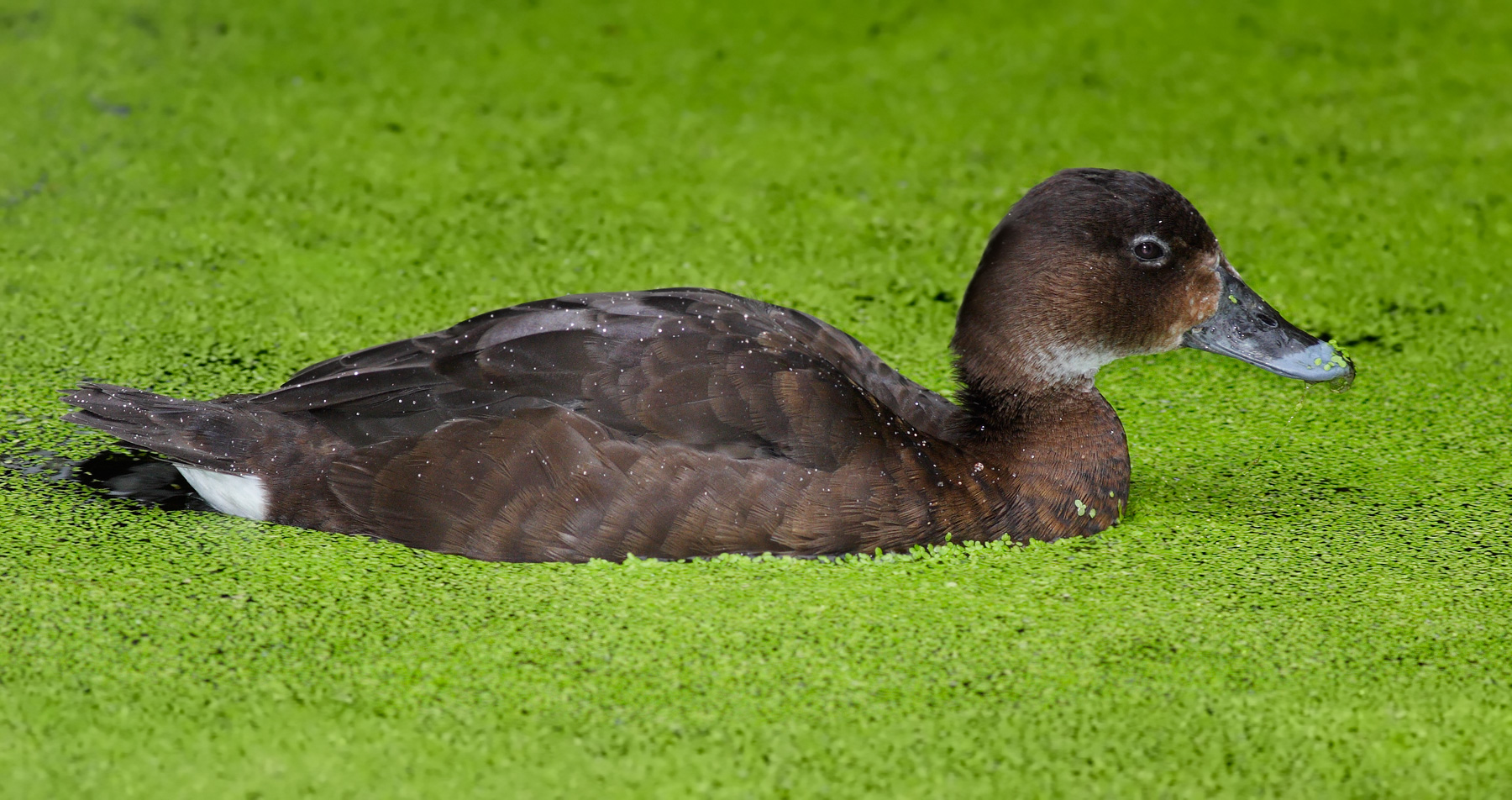
اردک سرسخت Aythya australis
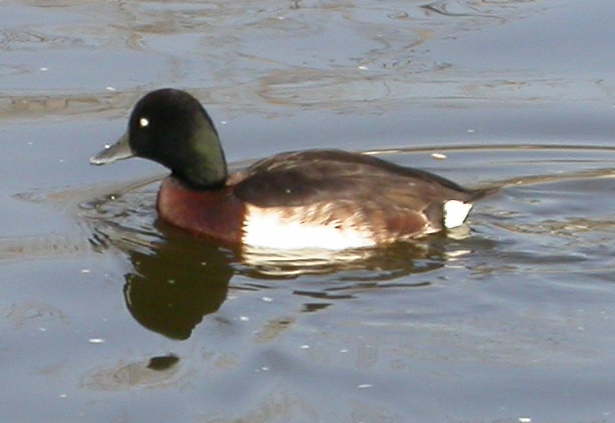
اردک ساکت بائر Aythya baeri
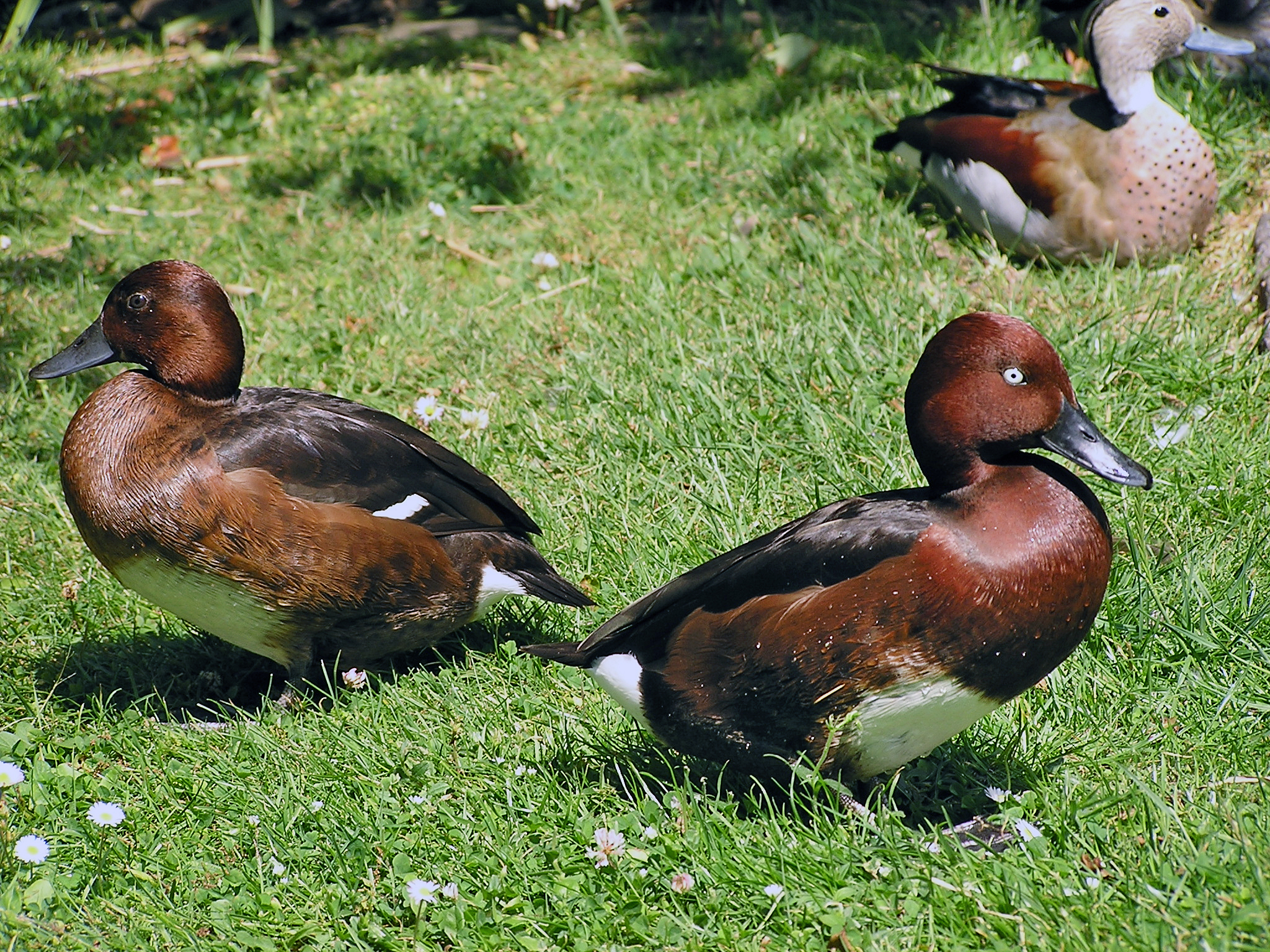
اردک بلوطی Aythya nyroca
اردک سرحنایی ماداگاسکاری Aythya innotata
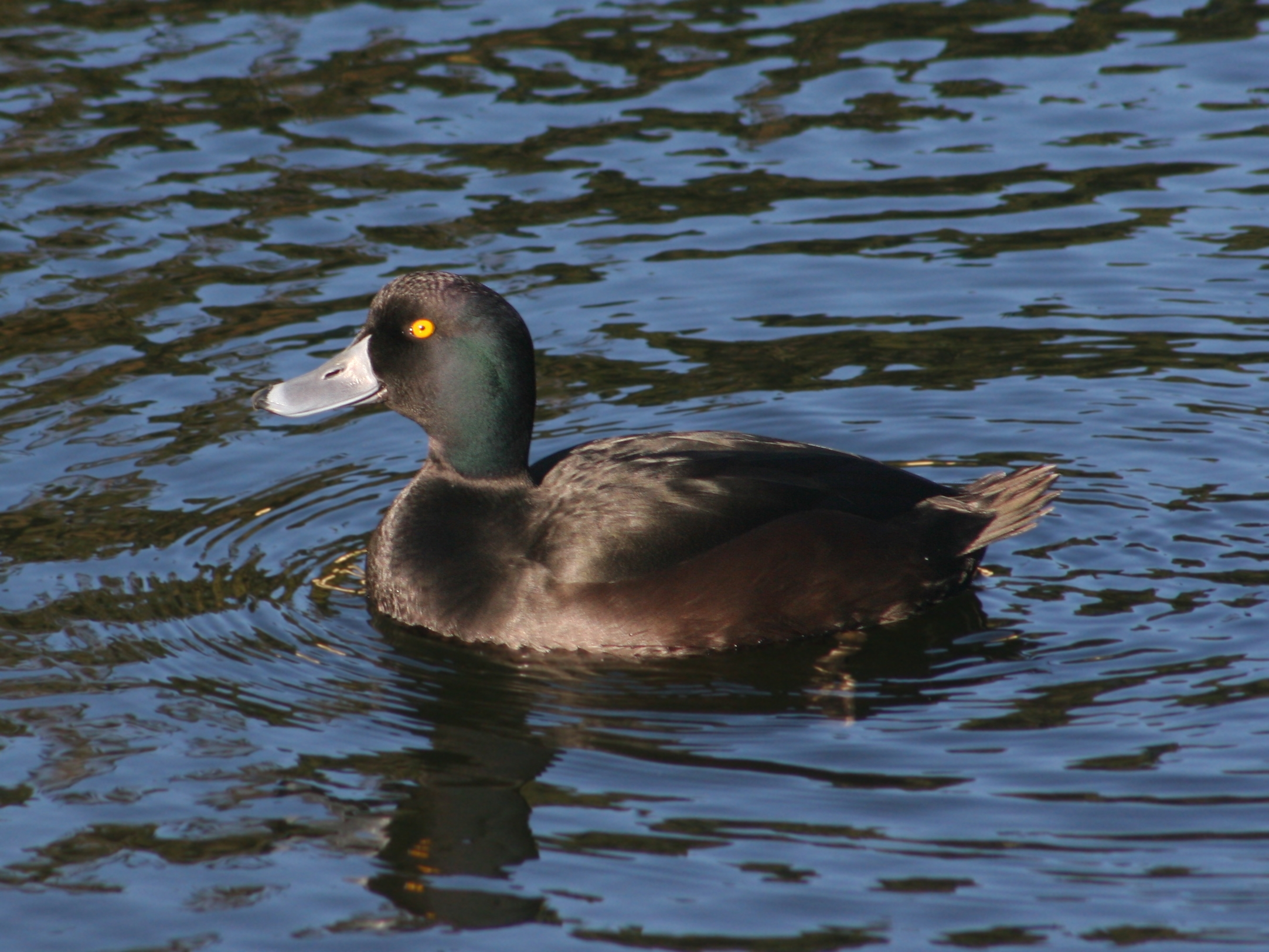
اردک سرسیاه نیوزیلندی Aythya novaeseelandiae
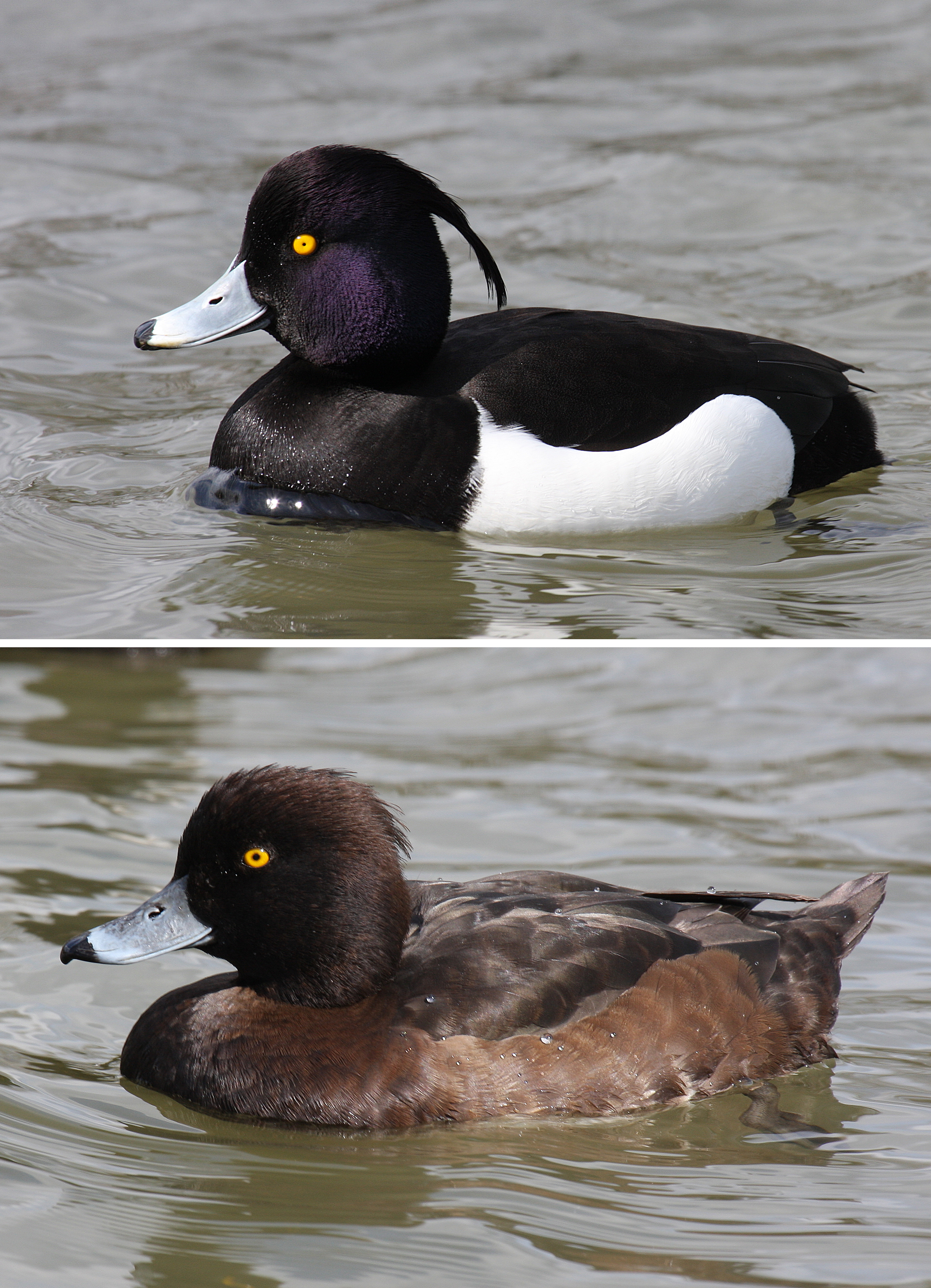
اردک سیاه‌کاکل Aythya fuligula
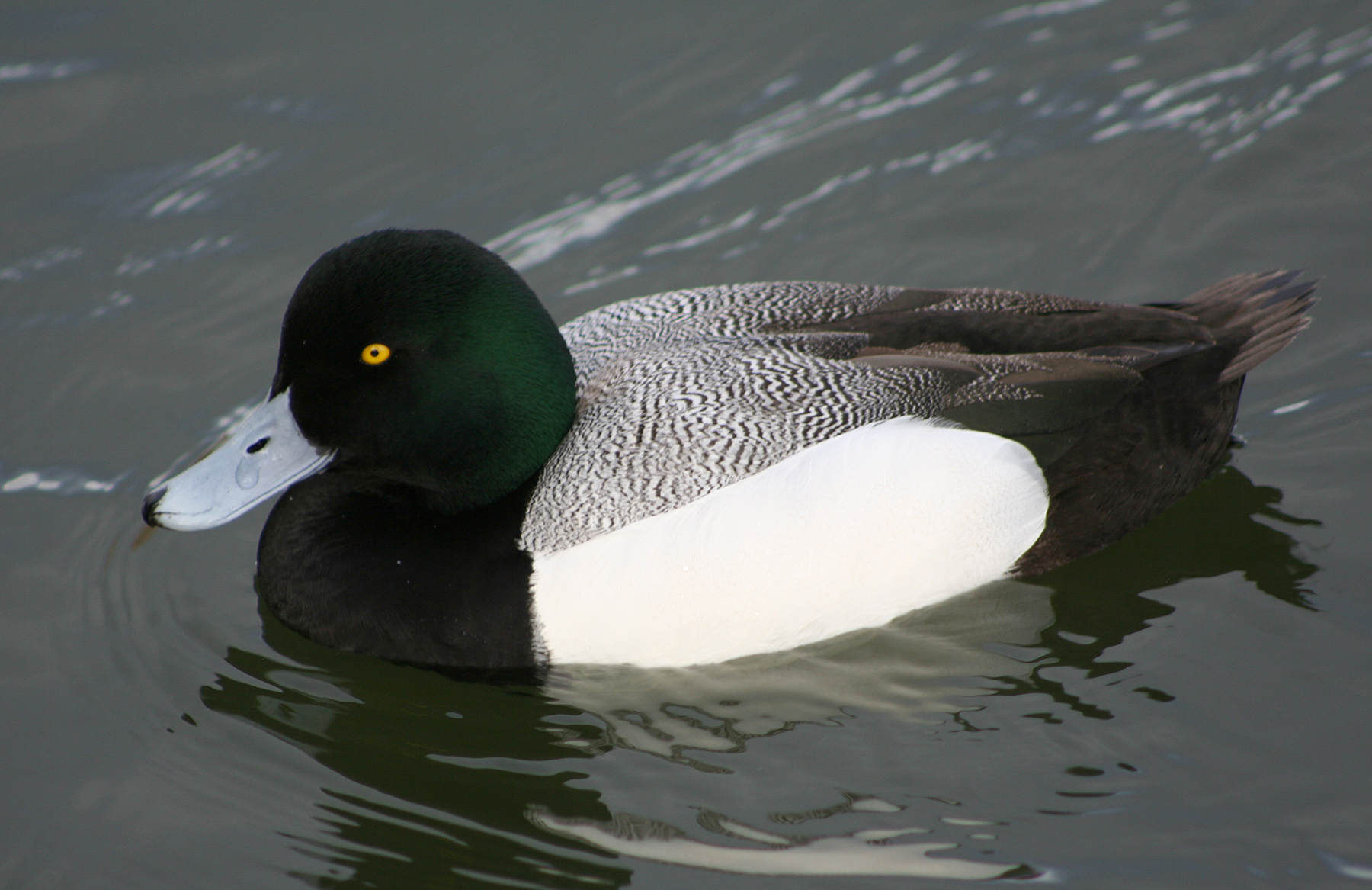
اردک سرسیاه Aythya marila
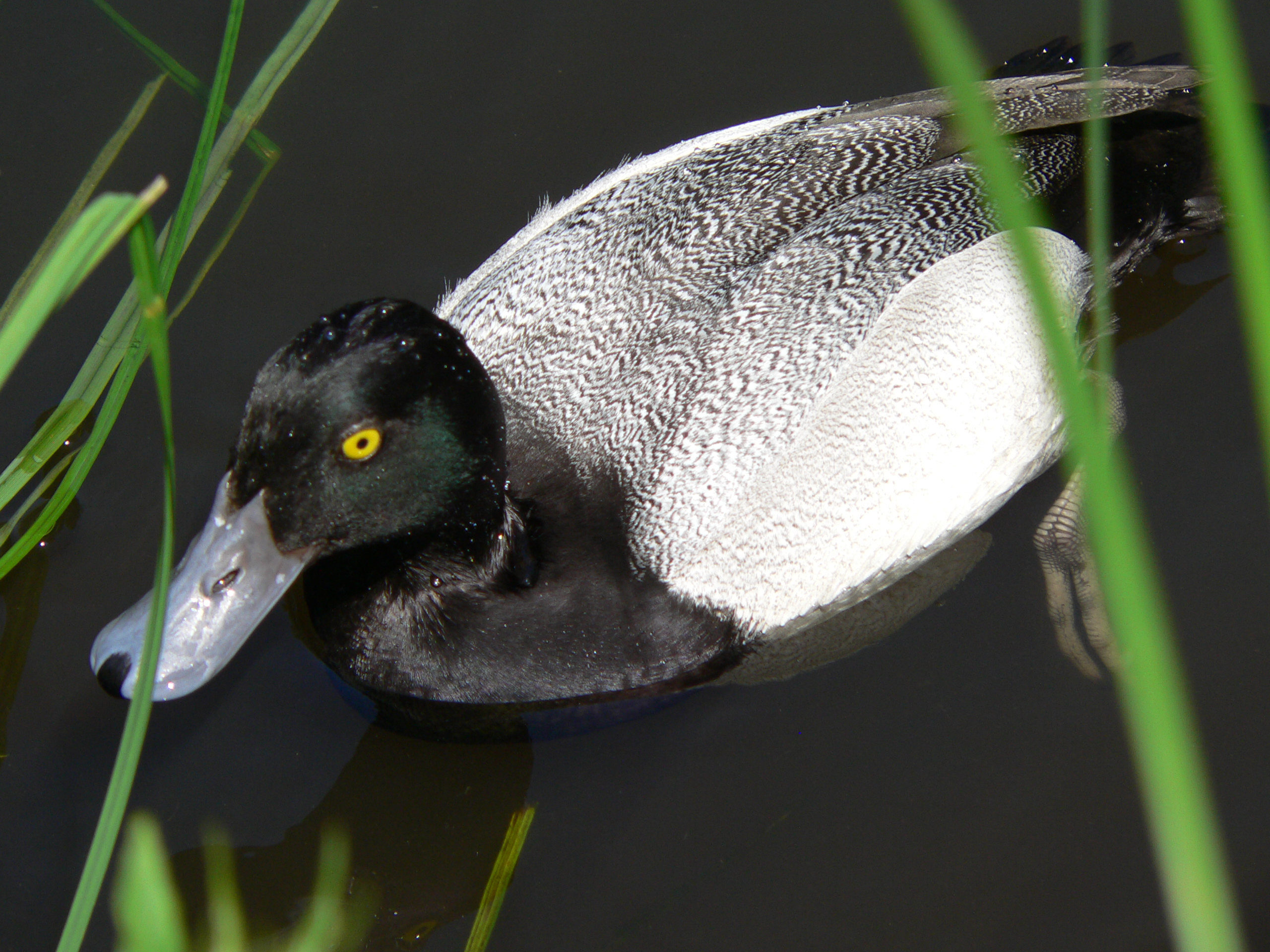
اردک سرسیاه کوچک Aythya affinis